# Infografik
Informationsgrafik eller infografik er visuelle repræsentationer af information, data eller viden. Informationsgrafik er også kendt som informationsvisualisering (InfoVis).